# 綠洲曳影
是一部2002年上映的韓國劇情片，由李滄東編劇並執導，薛耿求、文素利主演，於2002年8月15日在韓國上映。2002年该片入围第59屆威尼斯影展竞争单元角逐金狮奖，李沧东凭借该片获得银狮奖，文素利获得最佳新晋演员奖。2003年，该片代表韩国电影角逐第75届奥斯卡金像奖最佳外语片。

## 劇情概要
刑满释放的洪忠都出狱后，家人对他横加排斥，而他之所以被判入狱，只是为了顶替哥哥的罪名。之后心冷意凉的他，来到车祸死者的住所拜访家属，遇到死者的女儿韩恭洙——一名重度脑麻痹患者，面容扭曲、手脚抽搐。但忠都却被她吸引，并在冲动下做出大胆之举。 但在意外事件后，两人彼此都萌生了情感思念，孤独的心灵就此渐渐靠拢。他们看似身心不甚健全的非正常人，却遭遇着赤裸裸的现实不公。不过，命运并没有就此放过戏弄他们的机会。

## 演員陣容

### 主要人物
- 薛耿求 飾演 洪忠都
- 文素利 飾演 韓恭洙

### 其他人物
- 安內相 飾演 洪忠日
- 柳承完 飾演 洪忠世
- 孫炳昊 飾演 韓相植
- 金貞久 飾演 忠都的母親
- 秋貴貞 飾演 忠日的妻子
- 尹佳賢 飾演 相植的妻子
- 朴明心 飾演 隔壁家的女子
- 朴慶根 飾演 隔壁家的男子
- 韓振燮 飾演 刑警1
- 韓大官 飾演 刑警2
- 李炳哲 飾演 牧師
- 李宗佑 飾演 金君
- 權赫風 飾演 自助飯館的老闆
- 金度英 飾演 自助飯館的老闆娘
- 李養熙 飾演 刑警
- 劉仁錫 飾演 中餐館老闆
- 朴八英 飾演 不動產社長的朋友
- 朴吉秀 飾演 不動產社長的朋友
- 李模介 飾演 拿礦泉水瓶的男子
- 高瑞熙 飾演 拿礦泉水瓶的女子
- 奎輝 飾演 雷卡車女子

## 獎項榮譽
| 年份   | 頒獎禮                           | 獎項                            | 入圍者       | 結果 | 參考              |
| ------ | -------------------------------- | ------------------------------- | ------------ | ---- | ----------------- |
| 2002年 | 第59屆威尼斯影展                 | 最佳影片金獅獎                  | 《綠洲曳影》 | 提名 | [ 4 ] [ 5 ] [ 6 ] |
| 2002年 | 第59屆威尼斯影展                 | 國際影評人費比西獎              | 《綠洲曳影》 | 獲獎 | [ 4 ] [ 5 ] [ 6 ] |
| 2002年 | 第59屆威尼斯影展                 | 天主教文化獎                    | 《綠洲曳影》 | 獲獎 | [ 4 ] [ 5 ] [ 6 ] |
| 2002年 | 第59屆威尼斯影展                 | 最佳導演銀獅獎                  | 李滄東       | 獲獎 | [ 4 ] [ 5 ] [ 6 ] |
| 2002年 | 第59屆威尼斯影展                 | 最佳新晉演員馬切洛·馬斯楚安尼獎 | 文素利       | 獲獎 | [ 4 ] [ 5 ] [ 6 ] |
| 2002年 | 第2屆挪威卑爾根國際電影節        | 評審團特別提及                  | 李滄東       | 獲獎 |                   |
| 2002年 | 加拿大温哥华国际电影节           | 丹·喬治人道主義獎               | 李滄東       | 獲獎 | [ 7 ]             |
| 2002年 | 第1屆大韓民國電影大獎            | 最佳電影                        | 《綠洲曳影》 | 獲獎 | [ 8 ]             |
| 2002年 | 第1屆大韓民國電影大獎            | 最佳導演                        | 李滄東       | 獲獎 | [ 8 ]             |
| 2002年 | 第1屆大韓民國電影大獎            | 最佳劇本                        | 李滄東       | 獲獎 | [ 8 ]             |
| 2002年 | 第1屆大韓民國電影大獎            | 最佳男主角                      | 薛耿求       | 獲獎 | [ 8 ]             |
| 2002年 | 第1屆大韓民國電影大獎            | 最佳女主角                      | 文素利       | 獲獎 | [ 8 ]             |
| 2002年 | 第1屆大韓民國電影大獎            | 最佳新人女演員                  | 文素利       | 獲獎 | [ 8 ]             |
| 2002年 | 第1屆大韓民國電影大獎            | 最佳剪輯                        | 金賢         | 提名 | [ 8 ]             |
| 2002年 | 第5屆韓國導演選擇獎              | 最佳新人女演員                  | 文素利       | 獲獎 | [ 9 ]             |
| 2002年 | 第5屆韓國導演選擇獎              | 最佳男主角                      | 薛耿求       | 獲獎 | [ 9 ]             |
| 2002年 | 第3屆釜山電影評論家協會獎        | 最佳劇本                        | 李滄東       | 獲獎 | [ 10 ]            |
| 2002年 | 第3屆釜山電影評論家協會獎        | 最佳男主角                      | 薛耿求       | 獲獎 | [ 10 ]            |
| 2002年 | 第23屆青龍電影獎                 | 最佳新人女演員                  | 文素利       | 獲獎 | [ 11 ]            |
| 2002年 | 第10屆春史電影獎                 | 春史羅雲奎電影藝術節大獎        | 《綠洲曳影》 | 獲獎 | [ 12 ]            |
| 2002年 | 第10屆春史電影獎                 | 最佳導演                        | 李滄東       | 獲獎 | [ 12 ]            |
| 2002年 | 第10屆春史電影獎                 | 最佳劇本                        | 李滄東       | 獲獎 | [ 12 ]            |
| 2002年 | 第10屆春史電影獎                 | 年度男主角                      | 薛耿求       | 獲獎 | [ 12 ]            |
| 2002年 | 第10屆春史電影獎                 | 年度女主角                      | 文素利       | 獲獎 | [ 12 ]            |
| 2002年 | 第22屆韩国电影评论家协会奖       | 最佳電影                        | 《綠洲曳影》 | 獲獎 | [ 13 ]            |
| 2002年 | 第22屆韩国电影评论家协会奖       | 最佳男主角                      | 薛耿求       | 獲獎 | [ 13 ]            |
| 2002年 | 第22屆韩国电影评论家协会奖       | 最佳女主角                      | 文素利       | 獲獎 | [ 13 ]            |
| 2002年 | 第3屆女性電影人獎                | 最佳女主角                      | 文素利       | 獲獎 |                   |
| 2002年 | Cine21電影獎                     | 最佳導演                        | 李滄東       | 獲獎 |                   |
| 2002年 | Cine21電影獎                     | 最佳劇本                        | 李滄東       | 獲獎 |                   |
| 2002年 | Cine21電影獎                     | 最佳男主角                      | 薛耿求       | 獲獎 |                   |
| 2002年 | Cine21電影獎                     | 最佳女主角                      | 文素利       | 獲獎 |                   |
| 2003年 | 第39屆百想藝術大獎               | 電影部門 最佳電影               | 《綠洲曳影》 | 獲獎 | [ 14 ]            |
| 2003年 | 第39屆百想藝術大獎               | 電影部門 最佳導演               | 李滄東       | 獲獎 | [ 14 ]            |
| 2003年 | 第12屆澳大利亞布里斯班亞太電影節 | NETPAC Award                    | 李滄東       | 獲獎 |                   |
| 2003年 | 第3屆西班牙塞維利亞電影節        | 觀眾獎                          | 李滄東       | 獲獎 |                   |
| 2003年 | 第3屆美國棕櫚泉國際電影節        | 奧斯卡獎                        | 李滄東       | 獲獎 |                   |
| 2003年 | 第29屆美國西雅圖國際電影節       | 最佳男主角                      | 薛耿求       | 獲獎 | [ 15 ] [ 16 ]     |
| 2003年 | 第29屆美國西雅圖國際電影節       | 最佳女主角                      | 文素利       | 獲獎 | [ 15 ] [ 16 ]     |
| 2004年 | 第20屆獨立精神獎                 | 最佳國際電影                    | 《綠洲曳影》 | 提名 | [ 17 ]            |

## 外部連結
- Daum上《綠洲曳影》的資料

- 韩国电影数据库（KMDb）上《綠洲曳影》的資料
- 互联网电影数据库（IMDb）上《綠洲曳影》的资料（英文）
- 豆瓣电影上《綠洲曳影》的資料 （简体中文）
- Yahoo奇摩電影上《綠洲曳影》的資料（繁體中文）
- 開眼電影網上《綠洲曳影》的資料（繁體中文）
- AllMovie上《綠洲曳影》的资料（英文）
- Box Office Mojo上《綠洲曳影》的资料（英文）
- 爛番茄上《綠洲曳影》的資料（英文）